# George Wishart

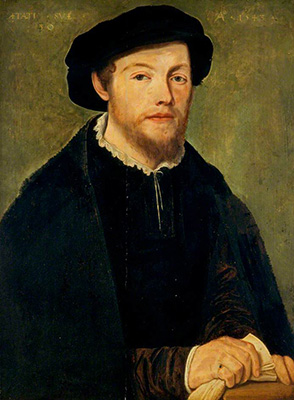
George Wishart

George Wishart (también llamado Wisehart; ca. 1513 - 1 de marzo de 1546) fue un reformador protestante escocés y uno de los primeros mártires protestantes quemados en la hoguera por hereje.
Era hijo de James y hermano de Sir John de Pitarrow, ambos partidarios de los reformadores. Se educó en la Universidad de Aberdeen, entonces recién fundada, y viajó después por el continente. Se cree que fue mientras estaba en el extranjero cuando  estudió las doctrinas reformadas. Se dedicó durante algún tiempo a enseñar griego en Montrose. Después se trasladó a Cambridge y residió allí unos seis años, de 1538 a 1543. Regresó a Escocia en el séquito de los comisionados que habían sido designados para concertar un matrimonio entre el príncipe Eduardo y la reina de Escocia, María I. Predicó al pueblo con gran aceptación en Montrose, Dundee y por todo Ayrshire. Al pasar hacia el este, a Lothians, Wishart, que dijo que estaba a punto de morir, fue detenido por Bothwell en la casa de Cockburn, de Ormiston. Fue llevado cautivo a Saint Andrews, donde fue juzgado por una asamblea clerical, declarado culpable y condenado como hereje obstinado. Al día siguiente fue ejecutado en la hoguera de Castle Green, mientras su perseguidor, el cardenal David Beaton o Bethune, observaba la escena desde las ventanas del castillo, donde él mismo sería asesinado al cabo de tres meses.